# TGR Piazza Affari
TGR Piazza Affari è la rubrica di approfondimento economico-finanziario della TGR, in onda su Rai 3 dal lunedì al venerdì (anche d'estate) a partire dall'11 agosto 2011. 
Viene trasmessa, in diretta, al termine (o poco dopo) del TG3 L.I.S., e dopo TGR Leonardo (quest'ultima rubrica non è in onda d'estate), quindi intorno alle ore 15.10.
Si tratta di un telegiornale quotidiano costituito da brevi notizie economiche e finanziarie; interviste in studio a ospiti delle stesse aree tematiche; collegamenti con la Borsa di Piazza degli Affari (sull'andamento del mercato, degli indici, dei titoli azionari, dello spread e dei cambi) con il supporto di grafici; analisi sul mondo del lavoro, sul risparmio gestito, sul fisco, sul credito, sulla politica economica, sui sistemi bancari e le banche, sull'imprenditoria giovanile, sulle startup, sull'occupazione, sugli investimenti, sui fondi, eccetera. 
La rubrica è prodotta dalla TGR ed è curata della redazione economica della TGR Lombardia.
TGR Piazza Affari è stata trasmessa per un breve periodo anche da Rai News 24; la circostanza fu oggetto di proteste da parte delle redazioni della TGR e del canale all news, in quanto fu decisa unilateralmente dall'editore.